# Louis Jacolliot

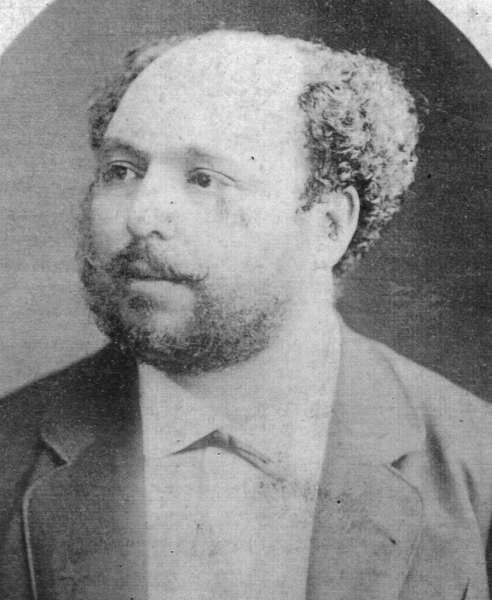
Louis Jacolliot

Louis Jacolliot (* 1837 in Charolles; † 1890 in Saint-Thibault-des-Vignes) war während des zweiten Kaiserreichs ein französischer Konsul in Kalkutta, Autor und umstrittener Indologe. Er lebte mehrere Jahre in Asien.

## Wirken
Unter seinen Werken finden sich Studien über die indische Kultur und Religion, Abenteuerromane sowie eine Übersetzung der Manusmṛti. In seinen Studien über orientalische Glaubensvorstellungen und Sekten schlachtete er die fiktiven Vorstellungen Edward Bulwer-Lyttons aus.
Jacolliot wurde als großer Schwindler überführt, der in seinen Büchern die Ansicht vertrat, in jedem Menschen schlummere latent eine Kraft namens Vril, die nur zu Bruchteilen sinnvoll benutzt werde. Derjenige, der „Vril“ richtig beherrsche, könne die Menschheit beherrschen. In der neonazistischen Literatur wird diese „Vril-Kraft“ mit Tibet assoziiert.
Seine Werke werden in Helena Petrovna Blavatskys Buch Isis Unveiled häufig zitiert.

## Kritik
Jacolliots Werke sind wissenschaftlich größtenteils fragwürdig. Seine Übersetzung des Manusmriti ins Französische lag Friedrich Nietzsche vor, der in seinen Spätwerken darauf Bezug nahm und offenbar die darin enthaltenen grob irreführenden Theorien Jacolliots übernahm (siehe: Tschandala).

## Werke (Auszüge)
- La bible dans l’Inde. 1869
- Christna et le Christ
- L’Olympe brahmanique. 1881
- Voyage au pays des fakirs charmeurs. 1881
- Voyage au pays des palmiers. 1884
- Les mangeurs de feu. 1887
- Le coureur des jungles. 1888
- Voyage humoristique au pays des kangourous I (1884)
- Voyage dans le buisson australien II (1884)
- Voyage au pays des Jungles. Les Femmes dans l'Inde (1889)
- Trois mois sur le Gange et le Brahmapoutre. Ecrit par Madame Louis Jacolliot née Marguerite Faye (1875)
- Taïti, le crime de Pitcairn, souvenirs de voyages en Océanie (1878)
- La Côte d'Ebène. Le dernier des négriers I (1876)
- La Côte d'Ivoire. L'homme des déserts II (1877)
- La Cité des sables. El Temin III (1877)
- Les Pêcheurs de nacre IV (1883)
- L'Afrique mystérieuse I, II, III (1877); I,II, III, IV (1884)
- Vengeance de forçats (The Convict's Revenge) (1888)
- Les Chasseurs d'esclaves (Slave Hunter) (1888)
- Les Ravageurs de la mer (1890)
- Perdus sur l'océan (Lost upon the Ocean) (1893)
- Les Mouches du coche (1880)
- Le Crime du moulin d'Usor (1888)
- L'Affaire de la rue de la Banque. Un mystérieux assassin (1890)
- Scènes de la vie de mer. Le capitaine de vaisseau (1890)
- Un Policier de génie. Le mariage de Galuchon (1890)
- Scènes de la vie de mer. Mémoires d'un lieutenant de vaisseau (1891)
- L'Affaire de la rue de la Banque. Le Père Lafouine (1892)
- La vérité sur Taïti. Affaire de la Roncière (1869)
- Ceylan et les Cinghalais (1883)
- La Genèse de la terre et de l'humanité I (1884)
- Le Monde primitif, les lois naturelles, les lois sociales II (1884)
- Les Animaux sauvages (1884)

## Belege
1. 1 2 3  Nicholas Goodrick-Clarke: Die okkulten Wurzeln des Nationalsozialismus, marixverlag GmbH 2009. S. 187
2. ↑  Günter Grönbold: Jesus in Indien. Das Ende einer Legende. Kösel München 1985. S. 40ff.
3. ↑  Martin Brauen: Traumwelt Tibet: westliche Trugbilder. Verlag Paul Haupt Berne, Bern; Stuttgart; Wien 2000, ISBN 3-258-05639-0. S. 62.

| Personendaten    | Personendaten                    |
| ---------------- | -------------------------------- |
| NAME             | Jacolliot, Louis                 |
| KURZBESCHREIBUNG | französischer Autor und Indologe |
| GEBURTSDATUM     | 1837                             |
| GEBURTSORT       | Charolles                        |
| STERBEDATUM      | 1890                             |
| STERBEORT        | Saint-Thibault-des-Vignes        |